# 蔡東豪

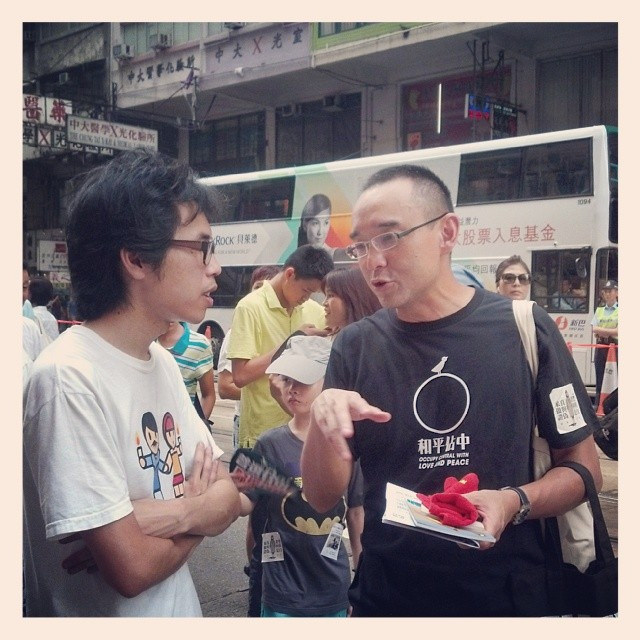
蔡東豪（右）

蔡東豪（英文名：Tony Tsoi Tung-ho，1964年—），企管人， 傳媒人，曾就讀番禺會所華仁小學和香港華仁書院，中四赴加拿大留學，1986年於加拿大西安大略大學商學院畢業，獲頒工商管理榮譽學位。曾在長江基建、中建電訊、商業電台、精電國際等企業任職高層，母親是1960、70年代香港電台播音皇后張雪麗。

## 事業

### 企業融資
蔡東豪大學畢業後返回香港，加入加拿大怡東融資有限公司 (加怡融資，CEF Capital）任職企業融資部。1988年至1993年移居加拿大多倫多期間，在Sanwa McCarthy及Nesbitt Thomson任職分析員。1993年至1996年重投香港加怡融資，最後升至企業融資部主管。1996年加入長江基建任職策略及投資高級經理。1999年至2002年任職中建電訊執行董事，負責企業融資。

### 商業電台
- 2002年12月接受俞琤邀請加入商業電台，任職營運總裁。蔡東豪稱加入商台是認同商台的台格。[1]
- 2003年8月蔡東豪邀請文化人梁文道加入商台出任一台總監，梁文道加入商台之前，從没做過全職工作，當時引起傳媒和文化界很大迴響。[2]
- 2004年5月商台發生「名嘴封咪」事件，商業一台《風波裏的茶杯》主持人鄭經翰宣布暫時封咪，由李鵬飛接替任主持人。2004年5月19日李鵬飛稱感到政治壓力，以「目前做節目令他不舒服」為理由封咪。[3]  2004年5月20日蔡東豪頂替李鵬飛主持「風波裏的茶杯」主持，首次開咪主持節目。[4]  蔡東豪主持十日之後退下火線。蔡東豪解釋當初決定主持節目，是希望告訴外界商台之節目方針沒有改變。[5]
- 2004年7月28日商台宣布跟鄭經翰解約，掀起茶杯風波。
- 2004年8月2日晚上十時，商台宣布與蔡東豪由於處理近日事件上，出現嚴重分歧，影響雙方日後合作基礎，故即時終止合作關係，同時宣布梁文道停職。[6]

### 精電國際
- 2004年10月蔡東豪加入友利控股(華誼騰訊娛樂前身)，出任董事總經理。[7]
- 2005年3月蔡東豪加入精電國際，出任行政總裁。[8]   蔡東豪接受訪問，被問及近年屢屢轉職，精電會否是他另一中轉站，他說：「我希望做到尾，一直做下去。」[9]
- 2010年獲香港工業總會頒予「香港青年工業家獎」。[10]
- 2015年3月蔡東豪辭去精電國際行政總裁一職。

## 公職
- 2003年-2009年, 港交所主板及創業板上市委員會成員
- 2008年-2009年, 港交所主板及創業板上市委員會副主席
- 2003年-2006年, 證監會Dual Filing Advisory Group成員
- 2007年-2013年, 證監會HKEC Listing Committee 成員
- 2009年-2010年, 中央政策組非全職顧問
- 2007年-2013年, 財務匯報局Financial Reporting Renew Panel成員
- 2008年-2013年, SVHK董事
- 2015年-      , 公民實踐陪育基金

## 電台及電視節目
- 2006年5月至2014年1月，在香港電台第二台於星期六早上11時至12時與曾智華和劉少坤主持節目LTV Cafe。
- 2007年7月主持港台電視節目（想一想香港）
- 2009年12月主持港台電視節目（2009年香港政治大事回顧）和（2009年香港世界大事回顧）
- 2010年12月主持港台電視節目（2010年香港政情大事回顧）和（2010年國際博弈大事回顧）
- 2011年3月至5月主持有線電視節目（華爾街風雲200年）共十集。
- 2011年12月主持港台電視節目（2011年香港政情大事回顧）和（國際變革大事回顧）。
- 2012年12月主持港台電視節目（2012年香港政情大事回顧）和（國際風雲大事回顧）。
- 2015年7月參與港台電視節目(獅子山下之一場飯局)，飾演司徒老師角色。

## 毅行者

### 毅行者
蔡東豪2000年第一次參加毅行者，至今是毅行者的常客。蔡東豪對毅行者感情深厚，稱他感恩遇上毅行者，為了向毅行者致敬，他曾為毅行者寫網誌、專欄，甚至出書。   2007年蔡東豪出版「毅行者」一書，訪問了多位跟毅行者有密切關係的人物。蔡東豪在2010年毅行者賽事錄得17小時49分的成績，成為「超級毅行者」。
2000年，毅行者慶祝30周年，選出每十年最具代表性人物，其中2000年至2010年的代表人物是蔡東豪。

### 郊野公園
2010年1月23日蔡東豪在〈信報〉專欄「毅行出哲學」，以「我怕梁振英」為題，指出梁振英認為香港寸金尺土，香港人大都無暇享受郊野公園，質疑郊野公園的價值。蔡東豪在文章中反駁梁振英的觀點，該文章在網絡和傳媒廣泛流傳。
2010年7月南華早報報導商人魯連城購入大浪西灣一片土地，打算興建私人樂園。全城迅即掀起一場由社交網絡帶領的大浪西灣保衛戰，後來政府被逼改變態度，將這片土地納入「發展審批地區圖」，暫時阻止私人發展。2010年12月蔡東豪和大浪西灣Facebook群組發起人嚴劍豪合編「七俠四義—大浪西灣保衛戰」。

## 佔領中環
2013年3月，蔡東豪接受《蘋果日報》訪問，公開表態支持，以及將會參與佔中的街頭抗爭。蔡東豪形容自己為一個不關注政治的人，不屬政黨，不參與政治活動，一直以來屬於沉默大多數的一份子。蔡東豪自稱不認識戴耀廷，主要從傳媒了解佔中活動，選擇表態是「因為我再找不到理由閃避。」 
2013年4月，佔中行動宣布十名來自社會各界人士參與，被稱為「佔中十死士」，蔡東豪是其中一人。蔡東豪指商界需要公平和開放的營商環境，真普選有利完善法制，建立負責任政府，因此商界有理由支持。 
2014年7月，《主場新聞》突然宣布結束。
2014年9月，佔中運動展開，蔡東豪被指失蹤，沒出席佔中各項活動，然而期間在報章上繼續寫關於行山的文章，備受質疑。佔中運動由始至終，蔡東豪沒交代缺席的原因。

## 主場新聞及立場新聞

### 主場新聞
2012年7月，與梁文道、 劉細良和宋漢生等好友創辦新聞網站《主場新聞》（House News) ，以「我城‧我觀點‧我主場」為口號，形式類似美國新聞網站赫芬頓郵報 （Huffington Post），提供新聞及各類資料彙集，但以政治新聞作為吸引網民的賣點。
《主場新聞》被認為是香港網媒的先行者。
2014年3月，獲香港互動市務商會頒予 「數碼營銷傳奇大獎」(Digital Marketing Hero of the Year) 。
2014年7月，蔡東豪在《主場新聞》網站發表公開信，突然宣佈結束《主場新聞》，引起社會廣泛關注。 

### 立場新聞
2014年12月，《立場新聞》面世，蔡東豪是《立場新聞》董事局成員之一，而且編輯團隊大部分是《主場新聞》舊人，被認為是《主場新聞》翻生，受到批評。批評者論點是《主場新聞》在佔中期間消失，沒發揮其影響力，佔中結束後卻以另一身份再出現。
蔡東豪在創刊時解釋《立場新聞》和《主場新聞》的分別：「立場新聞不由個人擁有，以非牟利營運，接受不附帶條件的捐款，以確保持續獨立性。立場新聞由具代表性的社會人士出任董事，負責指導和監督。」
2015年5月，在《復原力》書中有一篇訪問，蔡東豪被問及一直保持沉默的原因，他說：「我沒交代，當然有我的原因，我明白不交代會令部份人失望，不能無條件再信任我。我理解這態度，換轉我是旁觀者，面對眾多問號 ，我有可能選擇懷疑。我明知我需要為不交代付出代價，仍拒絕交代，因此我接受隨之而來的限制。我在這裏也是同一句：讓時間說話。」

## 被警方通緝
2021年12月29日，香港警察國安處以「串謀發布煽動刊物」罪，拘捕《立場新聞》6名現任或前任高層，並通緝包括已離開香港的蔡東豪與練乙錚在內的多名相關人士。

## 寫作

### 原復生
由2001年12月至2002年12月，以筆名"原復生"在星期一至星期五〈信報〉投資分析版刊載專欄「原氏物語」，後結集成三册「原氏物語」。蔡東豪憶述他寫專欄的始末，他當時寫信給信報創辦人林行止毛遂自薦，認為自己的文章是言之有物的評論，是財經界需要的另類聲音。蔡東豪形容：「毛遂自薦遇上大言不慚的後果是出人意表」。林行止和駱友梅夫婦一個星期後跟蔡東豪見面，三個星期後專欄「原氏物語」開始刊載。
「原氏物語」專欄刊在曹仁超專欄旁邊報紙的右上角，一開始便備受讀者注視。原復生以當時嶄新的風格，以金融圏內行內人的角度分析財經事物。林行止形容原復生的風格：「對股市和上市公司的觀察，鞭辟入裡，在看似順手拈來的題材上，或作抽絲剝繭的分析，或作理路縱橫的議論，總合為讀者帶來一方之見，絕不含糊。言之有物、主旨清晰，加上文字清爽，這些都是財經文字中的難得的好素質。」當時財經界都好想知道原復生的身份是誰，但原復生一直不露面，直至他加入商業電台。

### 余就風
蔡東豪在商台工作期間，以筆名「余就風」，在〈信報〉企管版寫專欄「思凡」，題材環繞企管課題。

### 孔少林
一個由筆名「孔少林」撰寫的財經專欄「原是物語」在05年2月至06年7月在〈信報〉出現。財經界認為孔少林是由蔡東豪領導的集體寫作班子。孔少林的告別文章是「我們都是原復生」和「你也可以孔少林」。

### 壹週刊
蔡東豪在2008年5月至2015年8月開始在〈壹週刊〉寫專欄「第壹流」。

### 蘋果日報
2011年8月至2014年4月在〈蘋果日報〉 財經版背頁推出「金融中心」版，蔡東豪負責該版內容。 

## 著作

### 蔡東豪著作
- 《新君王論(3)－－企管版》，蔡東豪、蔡子強、劉細良合著，2005，ISBN 9789889821579
- 《金錢之王》，2005，ISBN 9789889840938
- 《毅行者》，2007，ISBN 9789889947910
- 《金錢之王II》，2008，ISBN 9789889995164
- 《香港溫布頓》，2008，ISBN 9789889995102
- 《金錢之王（增訂版）》，2009，ISBN 9789881789624
- 《金融海嘯．我學到的十件事》，2009，ISBN 9789881789631
- 《金融是文化》，2010，ISBN 9789881866493
- 《七俠四義──大浪西灣保衛戰》，蔡東豪、嚴劍豪，2010，ISBN 9789881915955
- 《金融芝麻街》，2011，ISBN 9789881915979
- 《毅行出哲學》，2011，ISBN 9789881915962
- 《香港溫布頓2 香港模式》，2011，ISBN 9789881915986
- 《金融獸性》，2012，ISBN 9789881521989
- 《我不信中國模式》，2012，ISBN 9789881521965
- 《金融奢侈品》，2013，ISBN 9789881647351
- 《商界應該支持真普選》，2013，ISBN 9789881647399
- 《跑步與存在》，2013，ISBN 9789881647320
- 《一齊食晏》，2013， ISBN 9789888059805
- 《復原力》，2015，ISBN 9789888292684
- 《我跑》，2015，ISBN 9789888292806

### 原復生著作
- 《原氏物語-原復生財經評論集1》，2002，ISBN 9789628652273
- 《原氏物語-原復生財經評論集2》，2002，ISBN 9789628652211
- 《原氏物語-原復生財經評論集3》，2003，ISBN 9789628652235

### 余就風著作
- 《計錯數》，2003，ISBN 9789889726572
- 《發爛渣》，2005，ISBN 9789889866334
- 《十兄弟》，2005，ISBN 9789889866341

### 孔少林著作
- 《原是物語 單身大長今》，2006，ISBN 9789889928612
- 《原是物語II 新曲加精選》，2006，ISBN 9789889928629

## 外部連結
- 毅行出哲學（页面存档备份，存于）
- 蔡東豪的臉書Fans page (https://zh-hk.facebook.com/TONYTONGHOOTSOI（页面存档备份，存于）)

## 資料來源
1. ↑  .   [2011年8月26日]. （原始内容存档于2011年8月12日）.
2. ↑  “士不可不弘毅”，壹週刊，2003年8月14日。
3. ↑  .   [2011年8月26日]. （原始内容存档于2011年8月12日）.
4. ↑  .   [2011年8月26日]. （原始内容存档于2011年9月2日）.
5. ↑  .   [2011年8月26日]. （原始内容存档于2011年8月12日）.
6. ↑  .   [2011年8月26日]. （原始内容存档于2011年8月12日）.
7. ↑  .   [2011年8月26日]. （原始内容存档于2011年9月28日）.
8. ↑  .   [2011-08-26]. （原始内容存档于2011-08-06）.
9. ↑  .   [2011年8月26日]. （原始内容存档于2011年7月20日）.
10. ↑  “獲香港工業總會頒予「香港青年工業家獎」”[永久]
11. ↑  .   [2011-08-26]. （原始内容存档于2010-06-14）.
12. ↑  “超級毅行者”，壹週刊，2010年11月25日。
13. ↑  .   [2011年8月26日]. （原始内容存档于2011年8月12日）.
14. ↑  .   [2016年2月1日]. （原始内容存档于2016年9月11日）.
15. ↑  [ http://hk.apple.nextmedia.com/news/art/20130429/18243759 （页面存档备份，存于）  “商界也佔中,保公平市場”，蘋果日報, 2013年4月29日。]
16. ↑  (http://www.am730.com.hk/article.php?article=113865&d=1804 （页面存档备份，存于）). “[am專訪]:新聞政府開局陷危機 劉細良:公眾對港人治港感憂慮”，am730. 2014年7月26日)
17. ↑  YouTube上的網上新聞打沉傳統報業?
18. ↑  .   [2012年9月24日]. （原始内容存档于2013年7月23日）.
19. ↑  .   [2021-12-29]. （原始内容存档于2021-12-29）.
20. ↑  .   [2011-08-26]. （原始内容存档于2014-08-12）.
21. ↑  .   [2014-04-10]. （原始内容存档于2014-04-13）.